# Przeklęte trasy
Przeklęte trasy (ang. Dangerous Drives, 2009-2010) – dokumentalny serial telewizyjny, przedstawiający nieustraszonych kierowców, którzy nie mogą żyć bez codziennej dawki adrenaliny. Często płacą za swoją pasję wysoką cenę, niebezpieczeństwo i wielkie ryzyko są wpisane w ich zawód. Serial ukazuje różne oblicza ciekawej, ale i niebezpiecznej pracy ludzi.

## Odcinki
| Seria | Odcinki | Premiera serii    | Finał serii   | Premiera serii  | Finał serii       |
| ----- | ------- | ----------------- | ------------- | --------------- | ----------------- |
| 1     | 13      | 26 listopada 2009 | 31 marca 2010 | 1 września 2012 | 24 listopada 2012 |

### Spis odcinków
| Premiera odcinka | Premiera odcinka | Nr | Angielski tytuł        |
| ---------------- | ---------------- | -- | ---------------------- |
|                  |                  |    |                        |
| SERIA PIERWSZA   |                  |    |                        |
|                  |                  |    |                        |
| 26.11.2009       | 01.09.2012       | 01 | Heavy Haulers          |
|                  |                  |    |                        |
| 26.11.2009       | 08.09.2012       | 02 | Prisoner Transport     |
|                  |                  |    |                        |
| 26.11.2009       | 15.09.2012       | 03 | Border Patrol          |
|                  |                  |    |                        |
| 26.11.2009       | 22.09.2012       | 04 | Million Dollar Highway |
|                  |                  |    |                        |
| 30.12.2009       | 29.09.2012       | 05 | Highway Patrol         |
|                  |                  |    |                        |
| 06.01.2010       | 06.10.2012       | 06 | Storm Chasers          |
|                  |                  |    |                        |
| 17.02.2010       | 13.10.2012       | 07 | Executive Protection   |
|                  |                  |    |                        |
| 24.02.2010       | 20.10.2012       | 08 | Iraq Convoy            |
|                  |                  |    |                        |
| 03.03.2010       | 27.10.2012       | 09 | Australian Road Trains |
|                  |                  |    |                        |
| 10.03.2010       | 03.11.2012       | 10 | Log Haulers            |
|                  |                  |    |                        |
| 17.03.2010       | 10.11.2012       | 11 | Urban Rescue           |
|                  |                  |    |                        |
| 24.03.2010       | 17.11.2012       | 12 | Extreme Off Roaders    |
|                  |                  |    |                        |
| 31.03.2010       | 24.11.2012       | 13 | Avalanche Road         |
|                  |                  |    |                        |